# Eupithecia marmorea
Eupithecia marmorea es una especie de polilla perteneciente a la familia Geometridae, descrita por primera vez por András Mátyás Vojnits habiendo sido descrita en 1984, con distribución en Nepal. El holotipo de la especie fue un espécimen femenino con una envergadura de 24 milímetros (0,9 plg), descrita en el sector Thodung a una altitud de 3100 metros (10 170,6 pies) sobre el nivel del mar.